# Corallodendron bracteatum
Corallodendron bracteatum là một loài thực vật có hoa trong họ Đậu. Loài này được (C. Presl) Kuntze mô tả khoa học đầu tiên năm 1891.